# Skała na Dębowej Górze

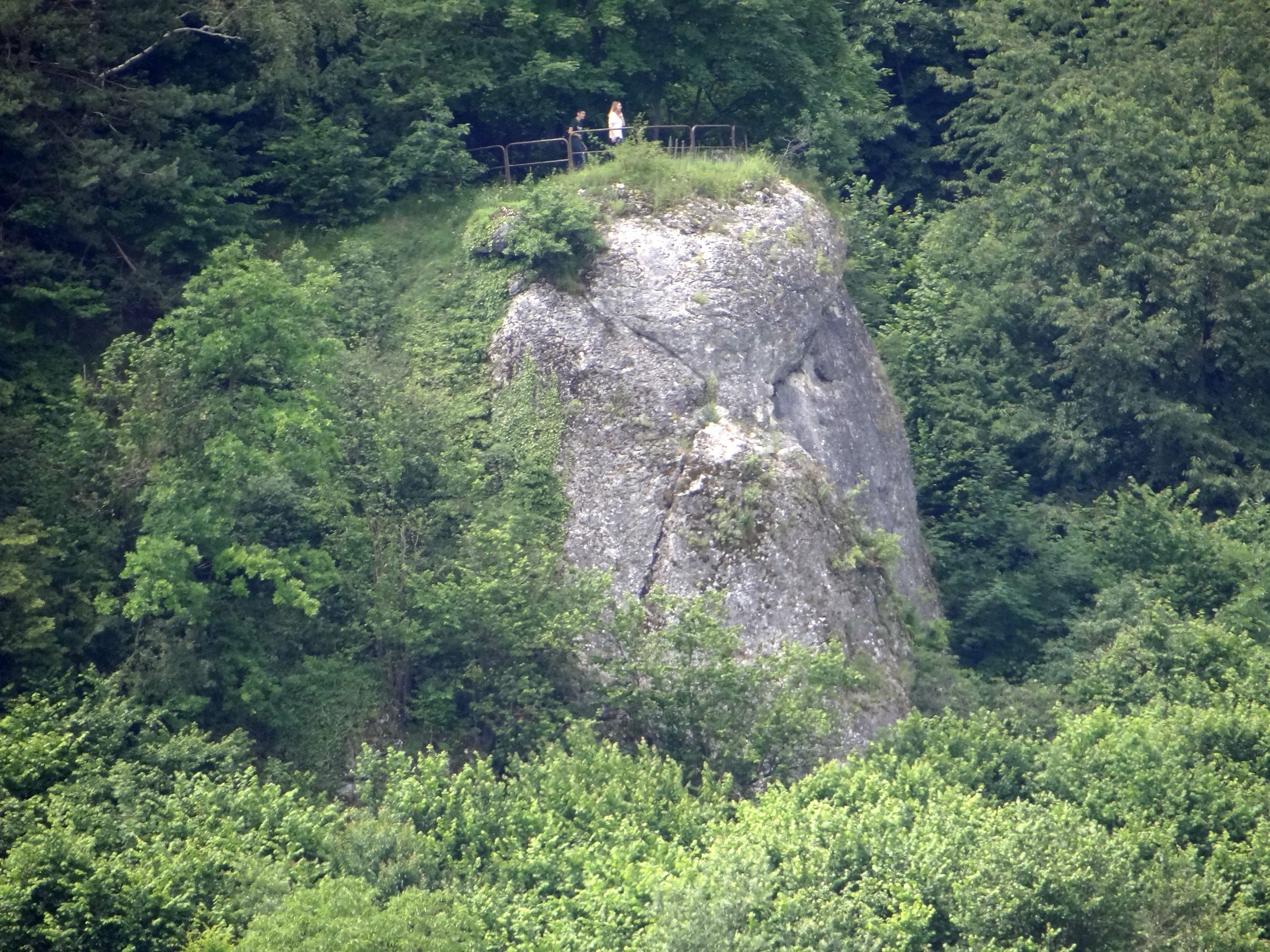

Skała na Dębowej Górze – skała na Dębowej Górze w  Nielepicach w województwie małopolskim, w powiecie krakowskim, w gminie Zabierzów. Pod względem geograficznym znajduje się  na Garbie Tenczyńskim będącym jednym z mezoregionów Wyżyny Krakowsko-Częstochowskiej.
Skała na Dębowej Górze znajduje się u północnych podnóży Dębowej Góry. Zbudowana jest z wapieni pochodzących z jury późnej. Jej szczyt jest widoczny ponad drzewami i znajduje się na nim zabezpieczona metalową barierką platforma widokowa. Obok skały i przez punkt widokowy prowadzi zielona ścieżka dydaktyczna „Szlak spacerowo – edukacyjny wokół Nielepic" i niebieski szlak turystyki rowerowej i pieszej. Zamontowane na skale ringi wskazują, że jest ona również obiektem wspinaczki skalnej.

## Szlaki turystyczne
Szlak spacerowo – edukacyjny wokół Nielepic: Nielepice, centrum – okopy z 1944 r. – kamieniołom wapienia Nielepice – Bukowa Góra – Dębowa Góra – Jaskinia przy Kamyku (Jaskinia Pańskie Kąty) – Pajoki – Nielepickie Skały – Nielepice. Jest to zamknięta pętla o długości około 8 km. Nie dociera do Skały na Dębowej Górze, ale można do niej podejść niebieskim szlakiem (około 200 m)
:  Nielepice-centrum – Pierunkowy Dół – Dębowa Góra – Pańskie Kąty (centrum edukacyjno-rozrywkowe) – Kamyk – Nielepice